# Los Merino
Los Merino är en ort i Mexiko.   Den ligger i kommunen Santa Cruz Zenzontepec och delstaten Oaxaca, i den sydöstra delen av landet, 400 km sydost om huvudstaden Mexico City. Los Merino ligger 990 meter över havet och antalet invånare är 137.
Terrängen runt Los Merino är kuperad åt sydost, men åt nordväst är den bergig. Runt Los Merino är det glesbefolkat, med 10 invånare per kvadratkilometer. Närmaste större samhälle är El Limoncillo, 6,6 km väster om Los Merino. I omgivningarna runt Los Merino växer huvudsakligen savannskog.